# Marlin Model 1888
O Marlin Model 1888 é um rifle de repetição por ação de alavanca, projetado por L. L. Hepburn, lançado em 1888 pela Marlin Firearms Company de North Haven, Connecticut.

## Histórico
De acordo com muitos historiadores, o Model 1881, foi o primeiro rifle por ação de alavanca de grosso calibre a fazer sucesso no mercado, sendo considerado o primeiro rifle de caça moderno. Por outro lado, o Model 1881 tinha alguns problemas, um deles era a ejeção do estojo pela parte de cima, o outro era um problema no mecanismo que produzia "engasgos" no carregador. Melhorias nesses quesitos foram implementadas depois de 1884.
No início a Marlin difundia em seus anúncios que o seu rifle era superior aos demais, justamente por suportar cartuchos de grosso calibre, mas a crescente popularização de calibres menores para pistolas, como o .32-20, o .38-40 e o 44-40, forçou uma mudança de estratégia. Ela passou a fabricar rifles para os calibres que ela condenava anteriormente. Todas as patentes de L. L. Hepburn estavam relacionadas a mecanismos de carregamento lateral de carregadores tubulares e ejeção por cima dos estojos vazios, relacionadas a calibres de pistolas de menor porte.
Em 1888, a Marlin anunciou um novo rifle de repetição por alavanca, projetado por L. L. Hepburn e redimensionado para calibres menores, como o .32-20, o .38-40 e o 44-40. Esse novo modelo, de carregamento lateral e ejeção por cima, custava apenas $19,50 com cano octogonal de 24 polegadas (60,96 cm), pesando apenas 6 ½ libras (2,95 kg). Seguiu-se uma variante de cano redondo custando apenas $18,00. Apenas 4.800 unidades do modelo 1888 foram produzidas, o último lote foi despachado em 1892. O Model 1888 foi substituído por uma versão melhorada, o Marlin Model 1889.